# Dorfkirche Landwüst

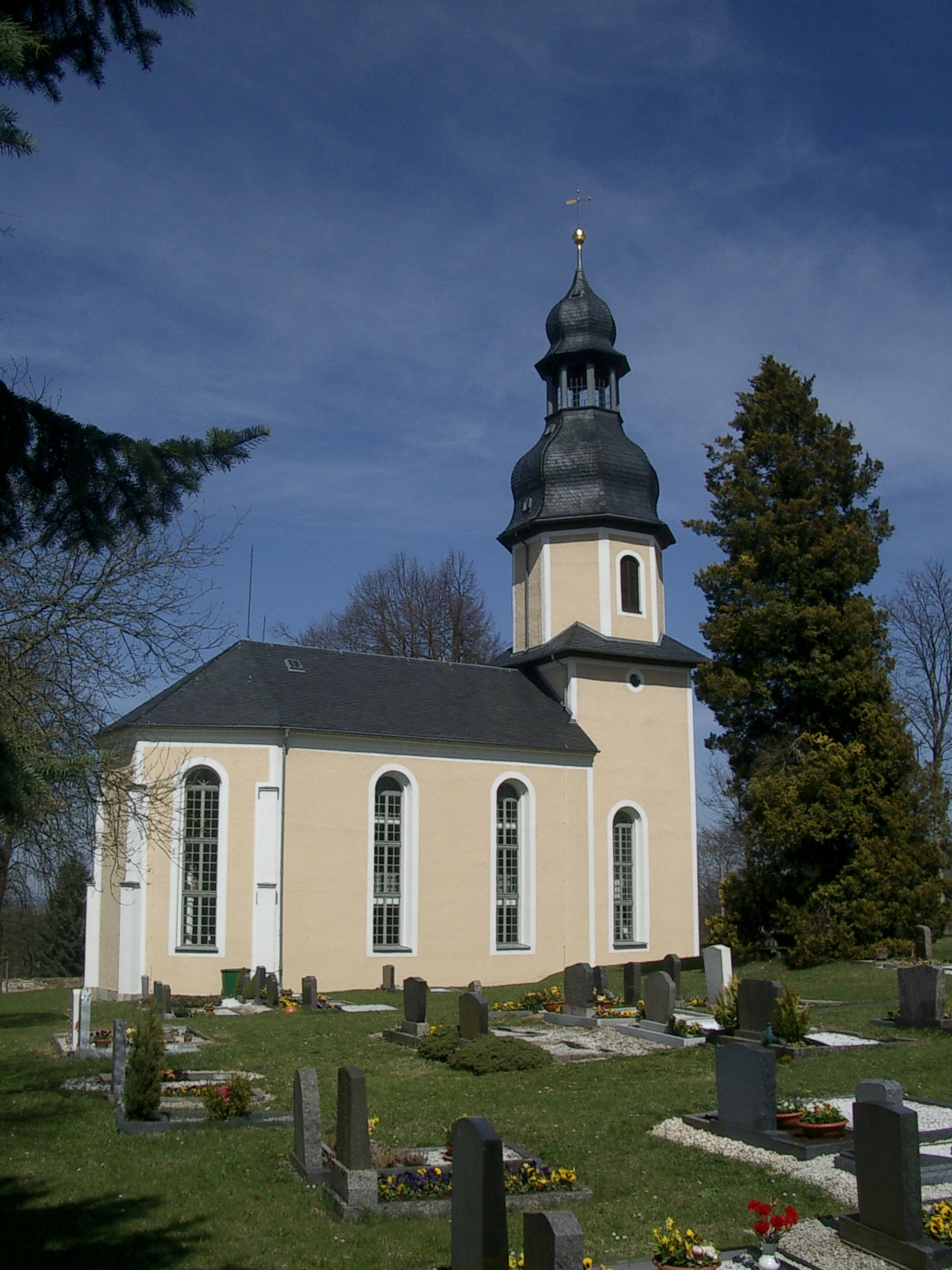
Dorfkirche Landwüst

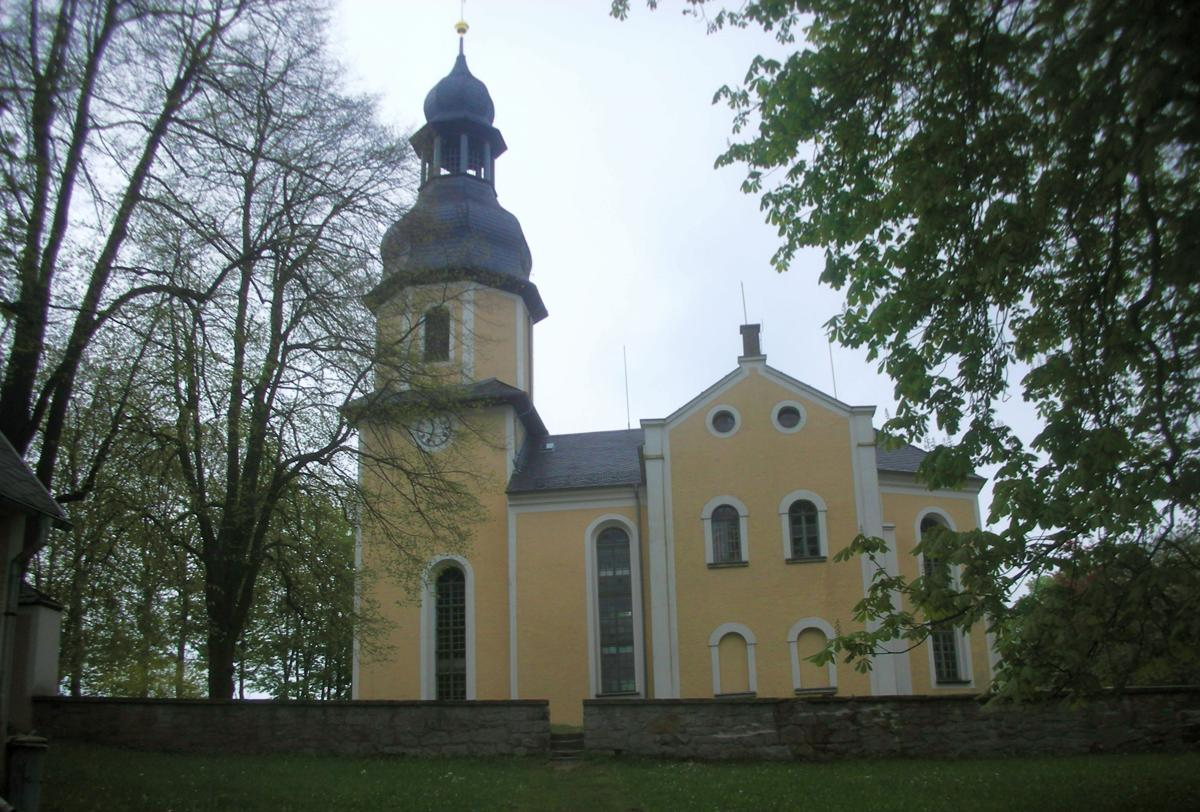
Ansicht von Süden

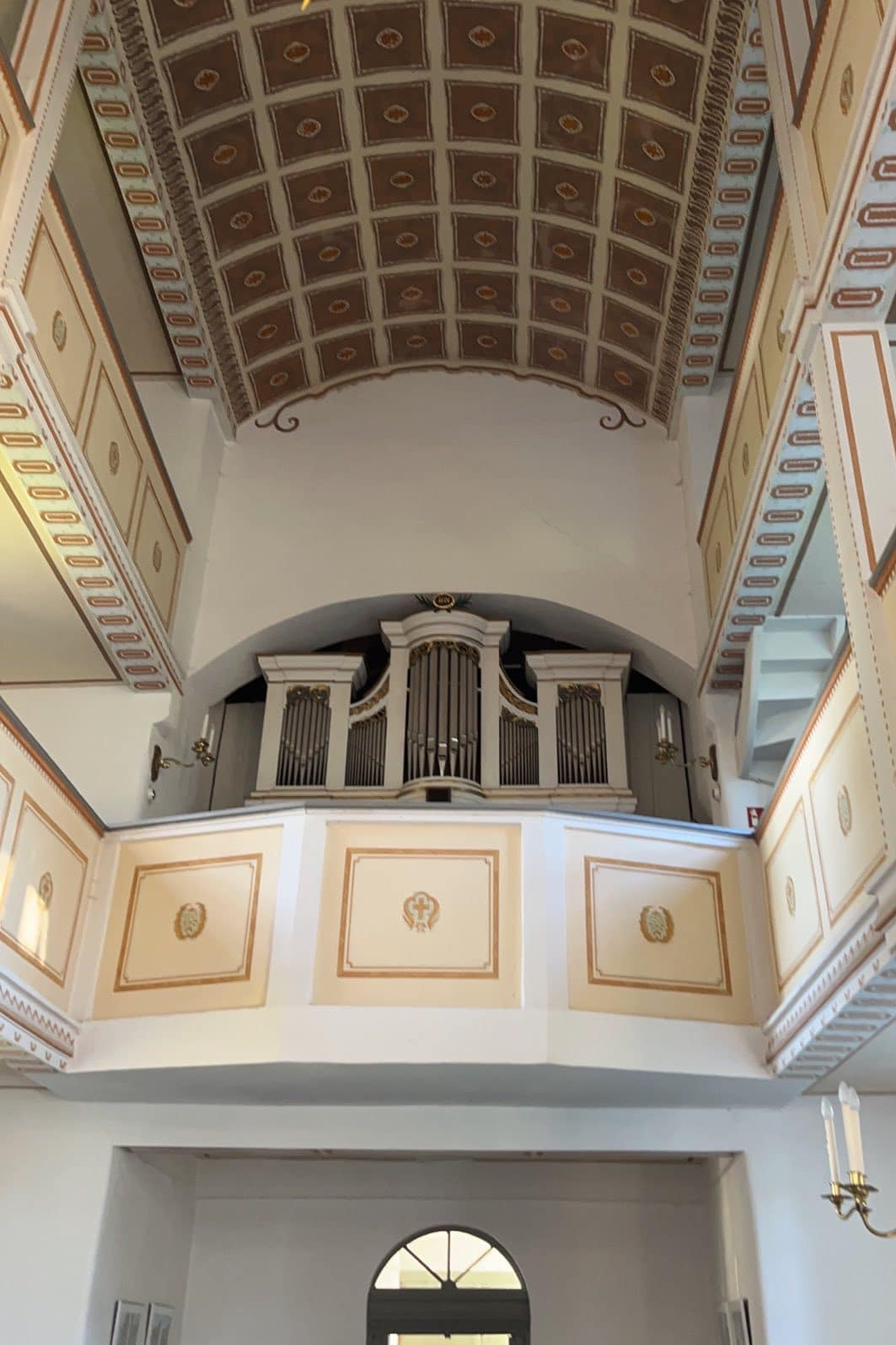
Trampeli-Orgel am Westende des Mittelschiffs (2023)

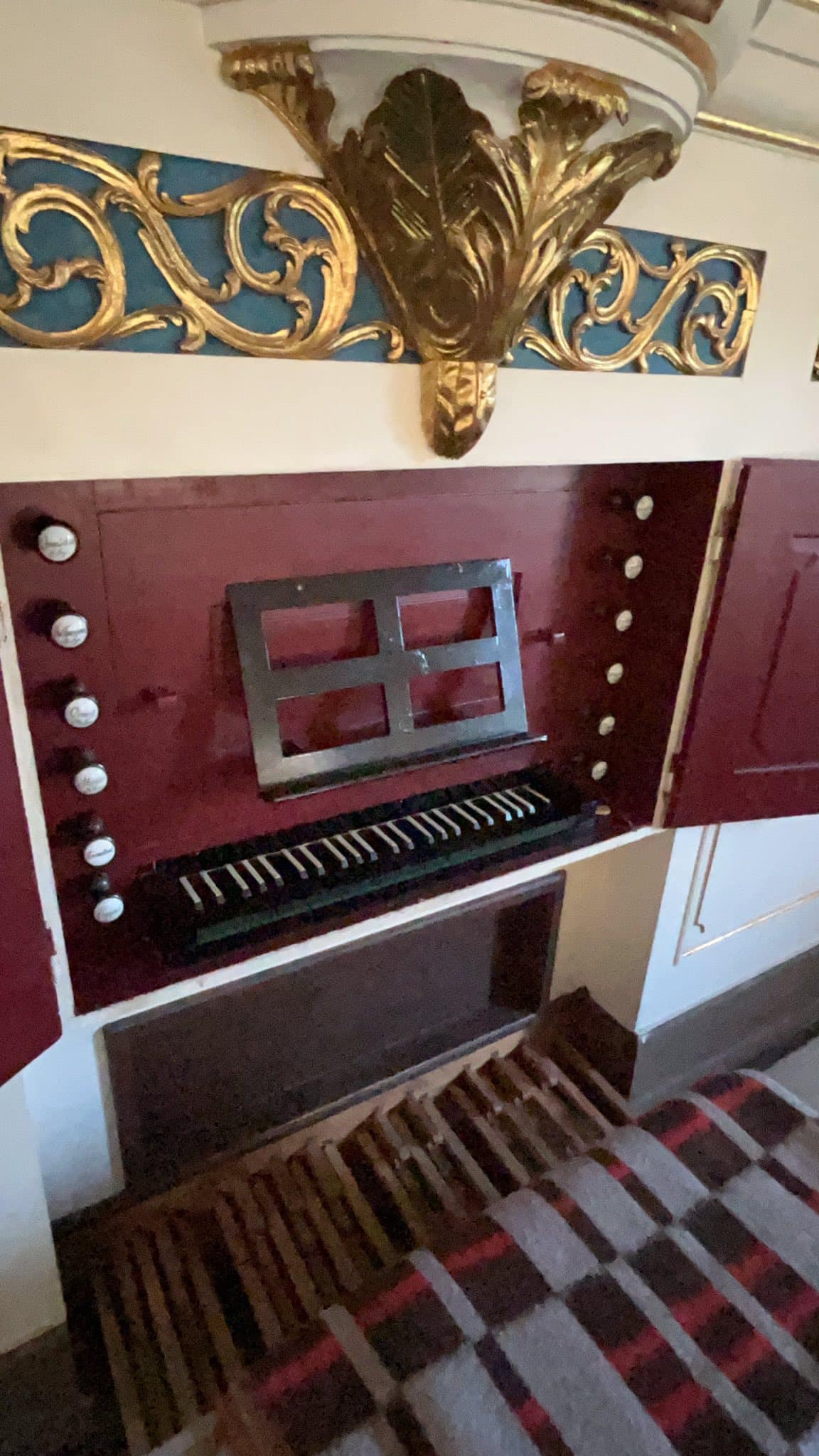
Spielanlage der Orgel

Die evangelische Dorfkirche Landwüst (auch: St. Laurentius) ist eine barocke Emporenhalle mittelalterlichen Ursprungs im Ortsteil Landwüst von Markneukirchen im Vogtlandkreis in Sachsen. Sie gehört zur Kirchengemeinde Markneukirchen im Kirchenbezirk Plauen der Evangelisch-Lutherischen Landeskirche Sachsens und ist für ihre gut erhaltene historische Orgel bekannt.

## Geschichte und Architektur
Die dreischiffige Emporenhalle mit mittelalterlichem Ursprung wurde 1756 mit einem Turm versehen und 1872 neubarock überarbeitet. Im Jahr 1916 wurde das Innere mit Jugendstilornamenten ausgemalt, nach 1972 wurde eine Restaurierung vorgenommen. Die Kirche ist ein verputzter Bruchsteinbau mit einem dreiseitigen Ostschluss und Strebepfeilern und einer Sakristei auf der Südseite. Der über quadratischem Grundriss erbaute Westturm ist mit einem achteckigen Glockengeschoss versehen und wird von einer geschweiften, schiefergedeckten Barockhaube mit Laterne bekrönt.
Das Mittelschiff ist mit einer kassettierten flachen Segmenttonne gedeckt, deren Scheitel etwa auf der Höhe der flachen Decken üder den Seitenschiffen liegt. Diese Seitenschiffe sind durch zwei Emporengeschosse vertikal gegliedert. Die schlanken quadratischen Pfeiler sind in Höhe der Emporenböden kapitellartig aufgeweitet. Die Decken unter und über den Emporen sind durch leicht vorstehende Rahmen in Joche gegliedert.

## Ausstattung
Das Innere ist von der Ausmalung und Ausstattung in Jugendstilformen von 1916 geprägt. Das Tonnengewölbe ist mit Kassetten bemalt, der Innenraum wird von zweigeschossigen Emporen an drei Seiten eingefasst. An der Ostseite wurde eine Wand eingezogen, die in Verlängerung der Emporen den Kanzelaltar mit einem pyramidalen Schalldeckel von 1916 trägt. Unter der Kanzel ist in einem Rundbogen ein Majolikarelief in Jugendstilformen mit einer Darstellung von Moses vor dem brennenden Dornbusch angeordnet. Der Taufstein ist mit einem umlaufenden Puttenrelief in Jugendstilformen versehen.
In der Vorhalle befinden sich drei reichgeschmückte hochrechteckige Marmorepitaphien mit großen Inschriftkartuschen für Christina Truller († 1675), Gottfried Truller († 1680) und Dennet Vabry († 1864).
Der barocke Altar aus dem Jahr 1735 von Johann Simon Zeitler befindet sich heute in Oelsnitz-Planschwitz im Vogtlandkreis.

## Orgel
Die Orgel ist ein Werk von Friedrich Wilhelm Trampeli aus dem Jahr 1822 mit 10 Registern auf einem Manual und Pedal.
Sie wurde 1871 durch Robert Barth aus Plauen überarbeitet. Im Jahr 1913 konnte der Abriss der Orgel verhindert werden, im Jahr 1917 mussten die Prospektpfeifen abgegeben werden. Zu einem unbekannten Zeitpunkt wurde ein Zinkprospekt eingebaut und die Orgel durch Umhängen der Traktur in den Kammerton umgestimmt.
Im Jahr 1993 wurde eine  Restaurierung von Georg Wünning vorgenommen. Die Disposition lautet:
| Manual C–d3     |      |
| Gedackt         | 8′   |
| Quintatön       | 8′   |
| Principal       | 4′   |
| Flauto traverso | 4′   |
| Octave          | 2′   |
| Quinte          | 3′   |
| Flageolett      | 1′   |
| Mixtur III      | (1′) |

| Pedal C–c1 |     |
| Subbaß     | 16′ |
| Octavbaß   | 8′  |

- Nebenregister: Tremulant
- Koppeln: Pedalkoppel